# Drstela
Drstela (in sloveno Drstelja, pronuncia [dəɾˈstɛːlja] o [dəɾˈsteːlja]) è un insediamento del comune di Destrnik nella Slovenia nord-orientale. La zona, storicamente parte della Bassa Stiria, fa parte della regione statistica dell'Oltredrava. 
È noto per la nascita del filologo e linguista Matija Murko.